# Јелена Бачић Алимпић
Јелена Бачић Алимпић (Нови Сад, 26. март 1969) српска је новинарка, књижевница и ТВ водитељка.

## Биографија
Јелена Бачић Алимпић је рођена 26. марта 1969. године у Новом Саду. Школовала се у Карловачкој гимназији у Сремским Карловцима и на Филозофском факултету у Новом Саду, на Катедри за југословенске књижевности и српскохрватски језик.
Радила је као новинар и аутор документарних телевизијских емисија за ЈРТ мрежу и ТВ Нови Сад у периоду од 1987. до 1993. године. Девет година је била новинар и уредник у систему „Color Press Group“ да би након тога прешла на телевизију Пинк. Са телевизије Пинк одлази 2013. године. Добитница је многих награда за телевизијско стваралаштво и новинарство у земљи и региону.
Ауторка је романа бестселера Рингишпил (2010), који је преведен на македонски, турски, словачки и бугарски језик, награђен „Златним Хит либером“ и две године заредом проглашаван најчитанијом књигом домаћег аутора. Рингишпил је објављен и у луксузном издању, у престижној едицији „Драгуљи Лагуне“, као један од најпродаванијих и најчитанијих романа у историји издавачке куће „Лагуна“. Њен други роман Писмо госпође Вилме (2012) и трећи Последње пролеће у Паризу (2014) такође су постали бестселери, преведени су на македонски језик, награђени „Златним Хит либером“ и проглашени за најчитаније књиге домаћег аутора у 2012. и 2014. години. У октобру 2015. године објављен је њен четврти роман Ноћ када су дошли сватови, прва књига из трилогије Казна за грех, која је поставила нове рекорде у продаји и читаности. Друга књига из трилогије Казна за грех (ауторкин пети роман) — Књига успомена, објављена је фебруару 2016. године, а трећа Молитва за опроштај (ауторкин шести роман) у јуну исте године. Трилогија је преведена на македонски језик. Њен седми роман, Кофер из Берлина, објављен је у марту 2018. године, а осми, Нигде нема те, у мају исте године. Девети роман, Његове беле рукавице, издат је у јуну 2019. године.
Живи у Новом Саду као слободна уметница, удата је за Мирослава Алимпића и са њим има двоје деце, Марка и Дуњу.

## Романи
- Рингишпил (2010)
- Писмо госпође Вилме (2012)
- Последње пролеће у Паризу (2014)
- Казна за грех: Ноћ када су дошли сватови (2015)
- Казна за грех: Књига успомена (2016)
- Казна за грех: Молитва за опроштај (2016)
- Кофер из Берлина (2018)
- Нигде нема те (2018)
- Његове беле рукавице (2019)
- Неки други живот (2020)
- Нисам крива (2021)[6]
- Клетва (2022)
- Последњи сати (2024)
- Кројач (2025)